# Plac Jana Pawła II w Skierniewicach

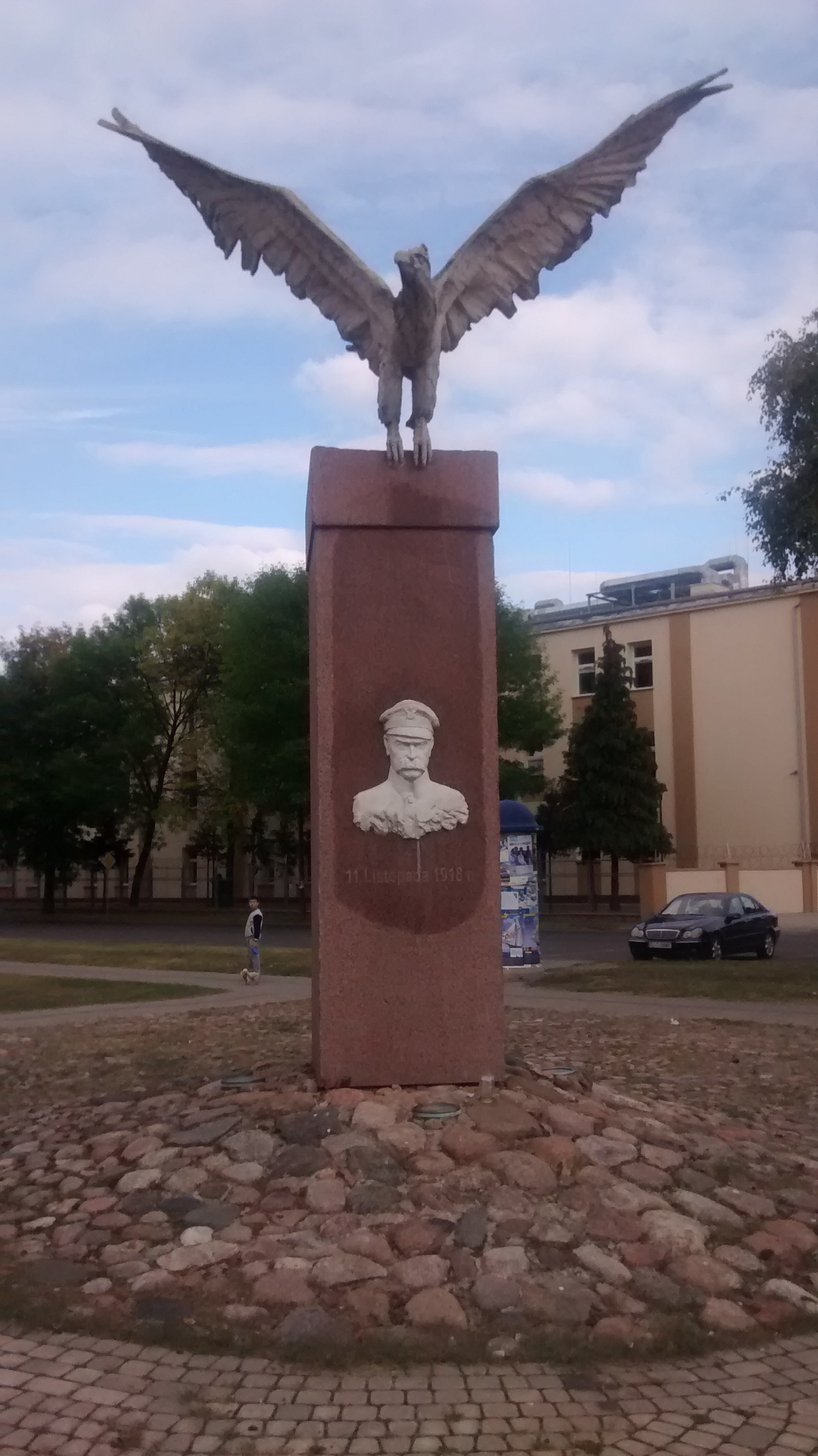
Pomnik Niepodległości na placu Jana Pawła II

Plac Jana Pawła II (dawniej plac Zwycięstwa) – plac położony między ulicami Stefana Batorego, Jana Kilińskiego, Strobowską, Zadębie w południowej części miasta Skierniewic.
Na placu znajduje się Parafia Wojskowa Wniebowzięcia Najświętszej Maryi Panny - kościół garnizonowy Wojska Polskiego.
Po stronie zachodniej i wschodniej placu znajdowały się koszary jednostki wojskowej. Obecnie budynki od strony zachodniej należą do Państwowej Wyższej Szkoły Zawodowej, a od strony wschodniej budynki stoją puste i nie są wykorzystywane. 
Po 1990 roku na placu wzniesiono pomnik Jana Pawła II oraz zmodernizowano ścieżki, chodniki, drzewostan. 
Przy placu znajdowała się Wojskowa Komenda Uzupełnień, Kasyno Wojskowe oraz Wieża Ciśnień wyburzona w grudniu 2011 roku. 
Po II wojnie światowej na placu odbywały się defilady jednostki wojskowej w Skierniewicach w Dniu Wojska Polskiego.
Na placu znajdują się dwa pomniki Marszałka Józefa Piłsudskiego, Jana Pawła II.